# Unión Deportiva Ibiza-Eivissa
L'Unión Deportiva Ibiza-Eivissa, meglio noto come Ibiza-Eivissa, è stata una società calcistica spagnola con sede nella città di Ibiza.

## Storia
L'Unión Deportiva Ibiza-Eivissa è stato fondato nel 1995 a seguito della fusione con un'altra società locale, la Sociedad Deportiva Ibiza, andata in fallimento due anni dopo. Successivamente, la squadra è stata rinominata Club Esportiu Eivissa, trascorrendo nove stagioni consecutive in quarta divisione e cambiando di nuovo denominazione nel 2001.
Il 4 agosto 2009, l'Eivissa ha subìto due retrocessioni di fila, dopo aver militato in Segunda División B tra il 2007 e il 2009, venendo retrocesso nei campionati regionali. Nel mese di ottobre, il club è stato acquisito da un gruppo di imprenditori italiani.
A metà maggio 2010, l'Ibiza-Eivissa è andato in liquidazione a causa di un debito di €1.000.000 di euro. A quel tempo, il club non aveva un presidente o un consiglio di amministrazione.

## Palmarès

### Competizioni nazionali
- Tercera División: 1

2006-2007